# 道中庵ユースホステル
道中庵ユースホステル（どうちゅうあんユースホステル）は日本ユースホステル協会に加盟している宮城県のユースホステル。

## 設備
- 個人や小グループに適している
- グループで一室利用可
- ゲストルームあり
- 駐車場あり
- 洗濯機あり
- 乾燥機あり
- 全室禁煙
- 英語による予約可
- 周辺に温泉あり
- レンタサイクルあり

## アクセス
- JR太子堂駅下車 徒歩6分
- 地下鉄・富沢駅下車 徒歩10分